# Cheumatopsyche lesnei
Cheumatopsyche lesnei är en nattsländeart som först beskrevs av Martin E. Mosely 1932.  Cheumatopsyche lesnei ingår i släktet Cheumatopsyche och familjen ryssjenattsländor. Inga underarter finns listade i Catalogue of Life.